# Rostyslaw Ljach
Rostyslaw Mykolajowytsch Ljach (ukrainisch Лях Миколайович Ростислав; * 12. Oktober 2000 in Mukatschewo, Oblast Transkarpatien) ist ein ukrainischer Fußballspieler.

## Karriere

### Verein
Nachdem er in seiner Jugend bei DYuFK Mukachevo-2 spielte und die UFK Lwiw besuchte ging er in die U19 von Karpaty Lwiw über, von er zur Saison 2018/19 auch in den Kader der Zweiten Mannschaft über. Anschließend wechselte er Anfang 2020 fest in den Kader der ersten Mannschaft. Hier erhielte er dann 19. Oktober 2019 sein Liga-Debüt. Nach ein paar weiteren Einsätzen wurde sein Klub nachdem Saisonende dann aufgelöst und er kam erst einmal in der zweiten Mannschaft von Ruch Lwiw unter. Hiervon wurde er bis zum Ende des Jahres 2020 dann wiederum an Karpaty Halych verliehen. So verbrachte er die Rückrunde dann noch fest bei der Zweitvertretung und spielt nun seit der Saison 2021/22 fest für die Erste Mannschaft.

### Nationalmannschaft
Mit der ukrainischen U19-Nationalmannschaft bestritt er im Jahr 2018 ein paar Freundschafts- und auch Qualifikationsspiele. Von November 2022 an war er für die U21 aktiv und stand auch nach einigen Freundschaftsspieleinsätzen im Kader bei der Europameisterschaft 2023 und kam hier in einem Gruppenspiel zu seinem einzigen Turniereinsatz. Am Ende erreichte seine Mannschaft das Halbfinale, wo man am Ende mit 1:5 Spanien unterlag.